# قطارگز (بیرجند)
قطارگز روستایی در دهستان فشارود بخش مرکزی شهرستان بیرجند استان خراسان جنوبی ایران است.

## جمعیت
بر پایه سرشماری عمومی نفوس و مسکن در سال ۱۳۹۵ جمعیت این مکان ۷۴ نفر (۲۶خانوار) بوده‌است.